# Quartó
|  | Aquest article tracta sobre la divisió territorial en quarts. Vegeu-ne altres significats a «quartó (unitat de superfície)». |

Un quartó era la jurisdicció territorial vigent a Eivissa i Formentera des de la conquesta catalana (1235) fins als Decrets de Nova Planta (segle xviii). A banda de la vila d'Eivissa i de l'explotació de les salines, cada illa estava dividida en quatre quartons.
El rei Jaume I va signar un pacte de conquesta de les Pitiüses amb Guillem de Montgrí, sagristà de Girona i arquebisbe electe de Tarragona. En aquest acord es recollia la infeudació de les terres i dels béns segons el dret feudal i els costums dels usatges de Barcelona. Montgrí va buscar la cooperació d'altres socis i va subinfeudar a Nunó Sanç, comte de Rosselló, i a l'infant Pere de Portugal, una part de les terres a repartir segons els recursos aportats. L'acord establia fer un repartiment del territori no urbà, inclosa Formentera, fer una partició paritària de la vila i el castell i mantenir indivises les salines repartint-se únicament la producció. El repartiment es va establir en dues parts per a Montgrí, una per a Sanç i una per a Pere de Portugal.

## Quartons d'Eivissa
En l'època islàmica l'illa d'Eivissa estava dividida en cinc districtes: Alhauec, Xarc, Benissàmit, Portumany i Algarb. Els tres conqueridors es van repartir el territori extramurs de vila mantenint quatre divisions i repartint la cinquena entre les altres quatre. El repartiment i els límits territorials estan recollits al Memoriale divisionis:
- Quartó de Santa Eulària, abans Xarc, per Pere de Portugal (211,9 km²)
- Quartó de Balansat, abans Benissàmit, per Guillem de Montgrí (97,2 km²)
- Quartó de Portmany, abans Portumany, per Nunó Sanç (171,2 km²)
- Quartó de ses Salines d'Eivissa, abans Algarb, per Guillem de Montgrí (66,3 km²)

El districte d'Alhauec es va repartir entre els altres quatre quartons, encara que a vegades apareixia com un cinquè quartó anomenat del Pla de Vila.
Amb el temps els quartons van anar canviant de senyors feudals quedant finalment en mans de l'Església de Tarragona i de la corona.
El 1241 Montgrí va adquirir el quartó de Portmany després de la mort de Sanç. El 1260 Pere de Portugal va vendre els drets sobre el quartó de Santa Eulària a l'infant Jaume, futur Jaume II, i per això es va anomenar també quartó del Rei. Els tres quartons de Montgrí van passar per testament, el 1273, a l'Església de Tarragona: els de Balansat i ses Salines a l'arquebisbat de Tarragona i el de Portmany als canonges de Tarragona i posteriorment, el 1410, a l'ardiaconat de Sant Fructuós de Tarragona. Com a resultat de la subinfeudació va resultar que a Eivissa el rei era feudatari de l'arquebisbe de Tarragona, cosa que va provocar moltes disputes al llarg de la història.
Les esglésies construïdes a cada quartó van ser la base de les futures divisions parroquials i municipals:
- Sant Jordi al quartó de les Salines,
- Sant Antoni al quartó de Portmany,
- Santa Eulària al quartó del Rei,
- Sant Miquel al quartó de Balansat, i
- Mare de Déu de Jesús al quartó del Pla de Vila.

El 1724, arran dels decrets de Nova Planta, les illes es van constituir en ajuntament únic, i el 1785 es va produir la divisió en parròquies. La dependència eclesiàstica de l'arquebisbat de Tarragona va durar fins al 1851.

## Quartons de Formentera
Formentera, igual que Eivissa, va quedar dividida en quatre quartons, dos per Montgrí (la Mola i es Carnatge), un per l'infant Pere (es Cap) i un pel comte Nunó Sanç (Porto-salè). La producció de les salines es va repartir proporcionalment però, degut a les dificultats del poblament, en van fer donació als habitants que les podien explotar per al seu consum. A la mort de Pere de Portugal el quartó des Cap va passar a la corona. La part més meridional s'anomena Pla des Rei. El 1242 Montgrí va comprar el quartó de Nunó Sanç, convertint-se en senyor de les tres quartes parts de l'illa. Per facilitar la colonització Montgrí va infeudar, el 1246, els seus tres quartons a Berenguer Renard, excepte un terreny a la Mola. En aquest terreny s'acabaria construint un monestir d'agustins cosa que va provocar conflictes de jurisdiccions feudals entre la corona i l'arquebisbat de Tarragona com a successor de Montgrí.
A mitjans del segle xiv i durant el segle xv l'illa va quedar despoblada i només era ocupada ocasionalment. Com a conseqüència Formentera, considerada com proindivisa, va acabar regint-se per la jurisdicció comuna de sobirania compartida entre els tres consenyors feudals. Al segle xviii, repoblada de nou l'illa, es va dividir en tres parròquies.